# Долна Рибница
Вижте пояснителната страница за други значения на Рибница.
До̀лна Рѝбница е село в Югозападна България. То се намира в община Петрич, област Благоевград.

## География
Долна Рибница се намира в планински район. Селото е разположено в южните склонове на планината Огражден, покрай течението на Рибнишка река. Климатът е преходносредиземноморски, с летен минимум и зимен максимум на валежите. Средната годишна валежна сума е около 600 мм. Селото е удобен изходен пункт за изкачването на връх Маркови кладенци, откъдето започва маркирана пътека до върха.

## История
Селото се споменава в османски данъчен дефтер от 1570 година под името Рибница. Съгласно същия в селището живеят 20 християнски и 3 мюсюлмански домакинства. Според народно предание името на селото произлиза от съществувалите някога рибници (рибарници) по течението на Рибнишка река. На днешното място Долна Рибница се установява през XVIII век. През 1865 година в селото е разкрито училище с преподаване на гръцки език. От 1874 година обучението в училището се води на български език.
През XIX век Долна Рибница е чисто българско село. В „Етнография на вилаетите Адрианопол, Монастир и Салоника“, издадена в Константинопол в 1878 година и отразяваща статистиката на населението от 1873 година, Рибница (Ribnitza) е посочено като село с 80 домакинства с 290 жители българи. Към 1900 година съгласно статистиката на Васил Кънчов („Македония. Етнография и статистика“) в селото живеят 750 българи-християни. Според статистиката на секретаря на Българската екзархия Димитър Мишев („La Macédoine et sa Population Chrétienne“) в 1905 година християнското население на Долна Рибница се състои от 1088 българи екзархисти. В селото има 1 начално българско училище с 1 учител и 19 ученици.
Селото е дълбоко свързано с националноосвободителните борби на македонските българи. На 7 февруари 1908 година в землището на село Долна Рибница в местността Трънката в бой с редовна турска армия и башибозук, загива войводата от ВМОРО Мануш Георгиев (Турновски), заедно с 23 свои другари. През 1929 година на мястото на битката на един километър северно от селото е изграден паметник костница в памет на героите. Днес местността се нарича и Манушов гроб.
При избухването на Балканската война през 1912 година шестима души от селото са доброволци в Македоно-одринското опълчение.

## Население

### Етнически състав
Преброяване на населението през 2011 г.
Численост и дял на етническите групи според преброяването на населението през 2011 г.:
|                     | Численост |
| Общо                | 361       |
| Българи             | 297       |
| Турци               | -         |
| Цигани              | -         |
| Други               | 5         |
| Не се самоопределят | -         |
| Неотговорили        | 59        |

## Културни и природни забележителности
- Църквата „Свети Димитър“ е построена през 1871 година в центъра на селото. Обявена е за паметник на културата.[8]
- Основно училище „Св. св. Кирил и Методий“ – закрито 2008 година.
- Читалище „Мануш войвода“.
- Паметен знак на войводата Мануш Георгиев.

## Редовни събития
- Ежегодно на 2 август – Илинден по стария стил се провежда традиционният събор на селото.

## Личности
Родени в Долна Рибница
- Костадин Ангелов (Ангов), македоно-одрински опълченец, 28-годишен, четата на Дончо Златков, 3 рота на 15 щипска дружина[9]
- Янко Стаменов (? – 1908), селски войвода на ВМОРО, загива на 7 февруари в местността Трънката с Мануш Георгиев и 22 четници[10]

Починали в Долна Рибница
- Александър Унев (? – 1908), български революционер
- Васе Скендерски (? – 1908), български революционер, войвода на ВМОРО
- Мануш Георгиев (1881 – 1908), български революционер, войвода на ВМОРО
- Михаил Вардев (1881 – 1908), български революционер
- Стоян Търнаджиев (1886 – 1908), български революционер
- Тома Митов (1882 – 1908), български революционер
- Янко Стаменов (? – 1908), селски войвода на ВМОРО